# Emil Krebs
Emil Krebs (Freiburg, Šleska, 15. studenog, 1867. – Berlin, 31. ožujka, 1930.), njemački sinolog. Bio je hiperpoliglot, služio se sa 68 jezika a poznavao je 111 jezika (ne računajući dijalekte).

## Životopis
Krebs je rođen u Freiburgu, u regiji Šleska (danas Świebodzice, Poljska) 15. studenog 1867. Krebsov otac Gottlob Krebs bio je stolar a majka mu se zvala Pauline Scholz. S obitelji seli 1870. u Esdorf, gdje pohađa osnovnu školu.
Krebs započinje s učenjem jezika u dobi od 7 godina. Našao je novine napisane na stranom jeziku, i njegov učitelj mu objašnjava da su novine bile na francuskom i u šali mu donosi francusko-njemački rječnik. Od 1878. do 1880. pohađa više razrede osnovne škole u Freiburgu, a od 1880. do 1887. pohađao je gimnaziju u Schweidnitzu (danas Swidnica), gdje uči francuski, latinski, hebrejski i klasični grčki. Kada je završio bakalaureat godine 1887., već je govorio 12 jezika (npr. grčki, turski, arapski, poljski).
Studirao je teologiju jedan semestar na Sveučilištu u Wroclawu, a zatim počinje studij prava na Berlinskom sveučilištu. Posvećuje se učenju nekih azijskih jezika. Kada je završio studij prava započinje svoju diplomatsku karijeru. Putuje 1893. na Daleki Istok i radi kao prevoditelj u Pekingu. 
Tijekom putovanja Krebs se posvećuje učenju stranih jezika. Kinezi su ga zvali "čovjek rječnik". Godine 1914. govorio je vrlo dobro 33 jezika: engleski, arapski, kineski, bugarski, hrvatski, češki, danski, finski, grčki, gruzijski, francuski, hindi, španjolski, nizozemski, japanski, javanski, litavski, malajski, armenski, poljski, perzijski, ruski, rumunjski, turski, urdu, talijanski, mađarski, švedski.
Krebs počinje raditi 1917. u uredu Vanjskih poslova. Zaposlenici ureda mogli su potvrditi njegovo poznavanje jezika. Krebs se već služio sa 60 jezika i u početku je tretiran kao varalica no kada je uspio dokazati svoje sposobnosti plaćen je za svoje usluge.
Oženio se 1913., no supruga ga vrlo brzo ostavlja jer se često zaključavao u svoju sobu kako bi savladao još više jezika. Studirao je jezike tražeći sličnosti između njih.
Preminuo je 31. ožujka 1930. služeći se tada tečno sa 68 jezika a studirao ih je 120. Sahranjen je na groblju Suedwest-Friedhof u Berlinu. Poslije njegove smrti, njegova knjižnica s 3500 knjiga premještena je u kongresnu knjižnicu SAD-a.
Bio je poznat po svojoj mržnji prema fotografiranju.

## Znanstveni studij mozga
Nakon Krebsove smrti, Berlinski istraživački institut dobio je poliglotov mozak za istraživanje. Godine 2004 Amunts, Schleicher i Zilles objavili su studiju Krebsovog mozga koji je uključen u zbirke Sveučilišta u Dusseldorfu. Analiza područja Broke otkrila je citoarhitektonske promjene u regijama 44, 45 i asimetrije između polutki.

## Vanjske poveznice
- Abstract eines Artikels von Prof. Dr. K. Amunts über die Cytoarchitektonik des Gehirns von Emil Krebs (Pubmed)
- www.weikopf.de: Die verschiedenen Theorien über Sprachgenies
- Das “Sprachwunder” Emil Krebs Verschiedene Nachrufe und Dokumente
- Otto Julius Bierbaum: To-lu-to-lo oder Wie Emil Türke wurde aus dem Erzählungsband "Studentenbeichten" (1893)
- Informationen des auswärtigen Amtes über Emil Krebs (PDF)
- Krebs Hiperpolíglota ¿Cuál es el secreto detrás de ellos?  Arhivirana inačica izvorne stranice od 1. siječnja 2018. (Wayback Machine)